# Этаэта, Эдди
Эдди́ Этаэта́ (фр. Eddy Etaeta; род. 1 июня 1970 или 16 декабря 1970, Таити) — таитянский футболист и футбольный тренер.
Возглавляя сборную Таити, Этаэта стал победителем Кубка наций ОФК 2012.

## Карьера

### Игровая
Будучи игроком, Эдди Этаэта в составе сборной Таити принял участие в двух отборочных турнирах зоны ОФК к чемпионатам мира. Первым стал отборочный турнир к ЧМ-1994, на котором футболист 9 октября 1992 года сыграл в матче против сборной Соломоновых Островов (4:2), который стал единственным для игрока в этом розыгрыше. Вторым турниром для Эдди стала отборочная кампания к ЧМ-1998, на котором Этаэта сыграл 13 июня 1997 года в матче с Австралией (0:5, отыграл весь матч), 19 июня — во втором матче с Австралией (0:2, отыграл весь матч) и 21 июня — со сборной Соломоновых Островов (1:1, отыграл весь матч). На этом турнире футболист выступал под номером 11.

### Тренерская
5 мая 2010 года Эдди Этаэта был назначен на должность главного тренера сборной Таити и спустя два года привёл свою команду к победе на Кубке наций ОФК 2012. Сборная Таити, под руководством этого тренера, стала первой командой, которой кроме Австралии и Новой Зеландии удалось выиграть первенство в зоне ОФК. Автоматически сборная Таити пробилась и на Кубок конфедераций 2013 в Бразилии.

## Достижения

### Тренерские
Сборная Таити
- Победитель Кубка наций ОФК: 2012

## Тренерские особенности
Из множества существующих схем игры, Эдди Этаэта предпочитает наиболее распространённую — 4-4-2.